# Schwarzach bei Nabburg
Schwarzach bei Nabburg es un municipio situado en el distrito de Schwandorf, en el estado federado de Baviera (Alemania), con una población estimada a finales de 2019 de 1423 habitantes.
Se encuentra ubicado al este del estado, en la región de Alto Palatinado, cerca de la orilla del río Naab —un afluente izquierdo del Danubio— y de la frontera con República Checa.